# سكوت ويليامز (كرة سلة)
سكوت ويليامز (بالإنجليزية: Scott Williams)‏ مواليد 21 مارس 1968 في كاليفورنيا، هو لاعب كرة سلة محترف أمريكي سابق أصبح مدرباً بدأ مسيرته الاحترافية في سنة 1990. يبلغ طوله 6 قدم 10 بوصة (2.1 م). اعتزل اللعب في 2005.

## فرق لعب لها
- شيكاغو بولز
- فيلادلفيا سفنتي سيكسرز
- ميلووكي باكز
- دنفر ناغتس
- فينيكس صنز
- دالاس مافيريكس
- كليفلاند كافالييرز

## روابط خارجية
- سكوت ويليامز على موقع الاتحاد الدولي لكرة السلة (الإنجليزية)
- سكوت ويليامز على موقع إن بي أي (الإنجليزية)
- سكوت ويليامز على موقع سبورتس رفرنس (الإنجليزية)
- سكوت ويليامز على موقع كرة السلة الأوروبية.كوم (الإنجليزية)
- سكوت ويليامز على موقع كلية كرة السلة في سبورتس رفرنس.كوم (الإنجليزية)
- سكوت ويليامز على موقع ريلجم (الإنجليزية)
- سكوت ويليامز على موقع بروبوليرز (الإنجليزية)
- سكوت ويليامز على موقع سبورتس رفرنس (الإنجليزية)